# Piotr Buciarski
Piotr Bucarski (født 22. november 1975 i Warszawa, Polen) er en tidligere dansk stangspringer, som har deltaget ved både EM, VM og OL. Han er samtidig dansk rekordholder med et spring 5,75 meter den 27. april 2002. Han stillede op for Sparta Atletik.
Buciarski er født i Warszawa og flyttede til Danmark da han var ni år i 1984. Kort tid efter han sprang 5.50m, fik han tilbudt et scholarship på University of Oregon i Eugene i USA, hvor till han flyttede med kæreste Sofie Abildtrup. Hans højeste internationale placering var ved Indendørs EM i 2002, hvor han sluttede på en 7. plads. Fra 2000-2006 reprænsenterede han det danske landshold. Han har tidligere i 1997 repræseteret det danske landshold i længdspring.
Piotr Buciarski er søn til den polske stangspringer Wojciech Buciarski og bror til hækkeløberen Joanna Zeberg Jensen.

## Mesterskaber

### Internationale mesterskaber
- 2005
  - VM – #20 – 5.30 meter
- 2004
  - OL – #26 – 5.50 meter
  - VM-Inde – #18 – 5.45 meter
- 2003
  - VM – #23 – 5.35 meter
  - VM-Inde – #13 – 5.40 meter
- 2002
  - EM – #11 – 5.50 meter
  - EM-Inde – #7 – 5.50 meter
- 2001
  - VM – #15 – 5.60 meter
- 1998
  - EM – #20 – 5.30 meter
  - EM-Inde – #13 – 5.55 meter

## Personlige rekorder
- Stangspring 5.75
- Længdespring 7.71
- 100 meter 10.84